# 瑞德威尔 (南卡罗来纳州)
瑞德威尔（英文：Reidville），是美国南卡罗来纳州下属的一座城市。城市类型是“Town”。其面积大约为1.7平方英里（4.41平方公里）。根据2010年美国人口普查，该市有人口601人，人口密度约为每平方 英里352.91人（约合每平方公里136.26人）。